# 1998 MO19
1998 MO19 är en asteroid i huvudbältet som upptäcktes den 23 juni 1998 av LINEAR i Socorro County, New Mexico.
Asteroiden har en diameter på ungefär 22 kilometer.